# Adán Jonathan Vergara Villagra
Adán Jonathan Vergara Villagra, (Santiago, no Chile, em 9 de maio de 1981). É um jogador de futebol que atua como zagueiro no Club Social y Deportivo Unión Española. Ele possui 82 kg e 1,87 m de altura e é casado com uma bailarina brasileira.

## Clubes
- Cobreloa (Chile) - 1997 até 2005
- Atlante Neza (México) - 2005
- CR Vasco da Gama (Brasil) - 2005 e 2006
- Club Social y Deportivo Unión Española - 2007
- FC Zurich (Suíça) - 2008
- FC Lucerne (Suíça) - 2009
- Dalian Shide (China) - 2009
- Universidad Católica (Chile) - 2010
- Santiago Wanderers (Chile) - 2011
- Mineros de Guayana (Venezuela) - 2012
- Ñublense (Chile) - 2012 até 2014
- Deportes Temuco (Chile) - 2014 até 2016
- San Antonio Unido (Chile) - 2016 até 2018

## Títulos
- Três campeonatos nacionais chilenos (Cobreloa)

## Seleção
- Vergara participou de jogos pela seleção chilena, conquistando vários títulos.